# جلو رادو
جلو رادو (رومانیایی: Gelu Radu؛ زادهٔ ۳ نوامبر ۱۹۵۷) وزنه‌بردار اهل رومانی بود.
وی در مسابقات کشوری و بین‌المللی در مجموع برندهٔ ۱ مدال نقره، ۱ مدال برنز شده‌است.